# Arnoglossus tenuis
Arnoglossus tenuis es una especie de pez de la familia Bothidae en el orden de los Pleuronectiformes.

## Hábitat
Es un pez de mar.

## Morfología
• Pueden llegar alcanzar los 12 cm de longitud total.

## Distribución geográfica
Se encuentra desde las  costas del sur del Japón y de la Mar de la China Meridional hasta Queensland (Australia) y Nueva Caledonia.